# Cebrio tricolor
Cebrio tricolor is een keversoort uit de familie Cebrionidae. De wetenschappelijke naam van de soort is voor het eerst geldig gepubliceerd in 1858 door Graells.